# 아파트

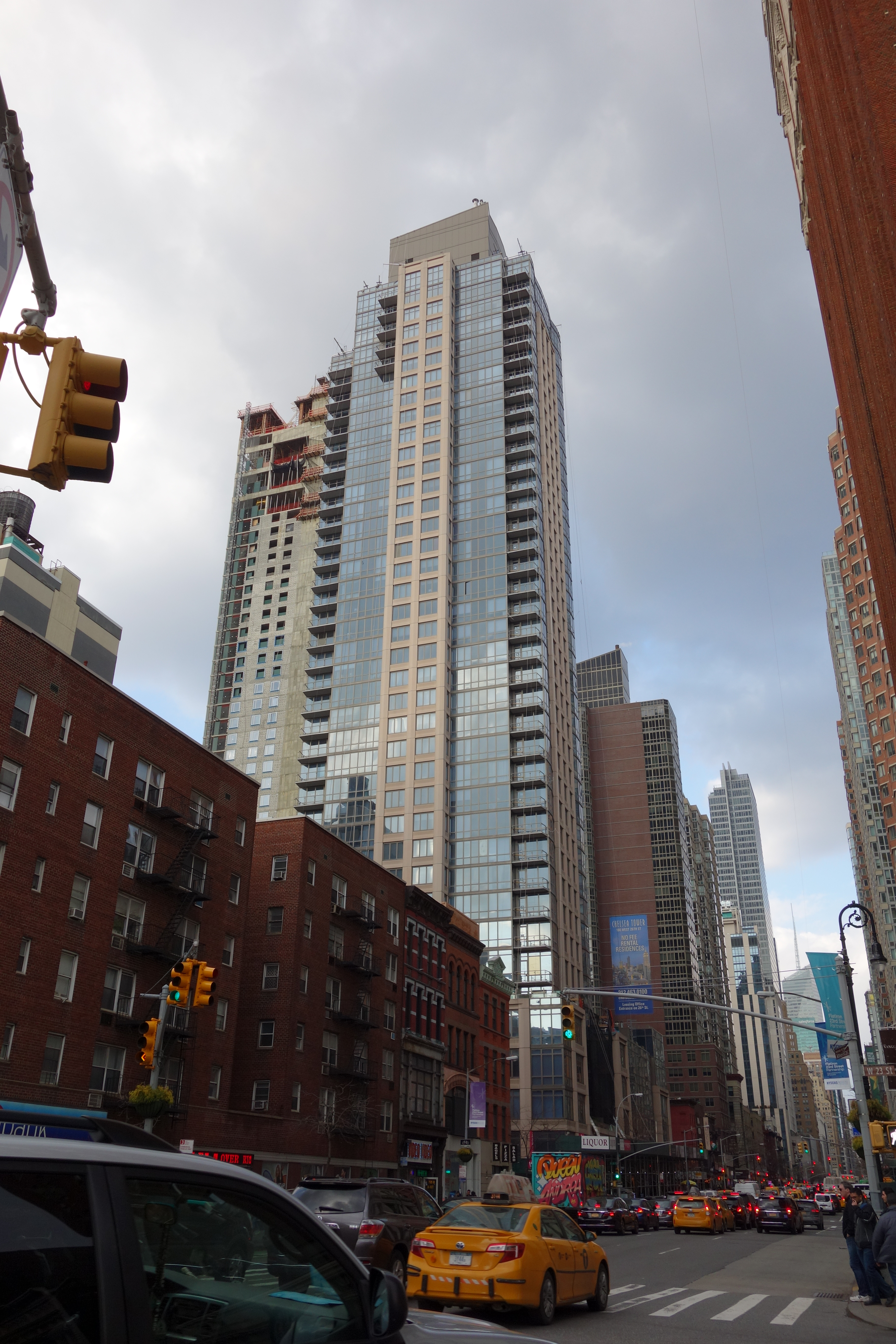
맨해튼 아메리카 애비뉴 왼쪽편 저층 아파트로 고층 아파트 건물 옆에 있음

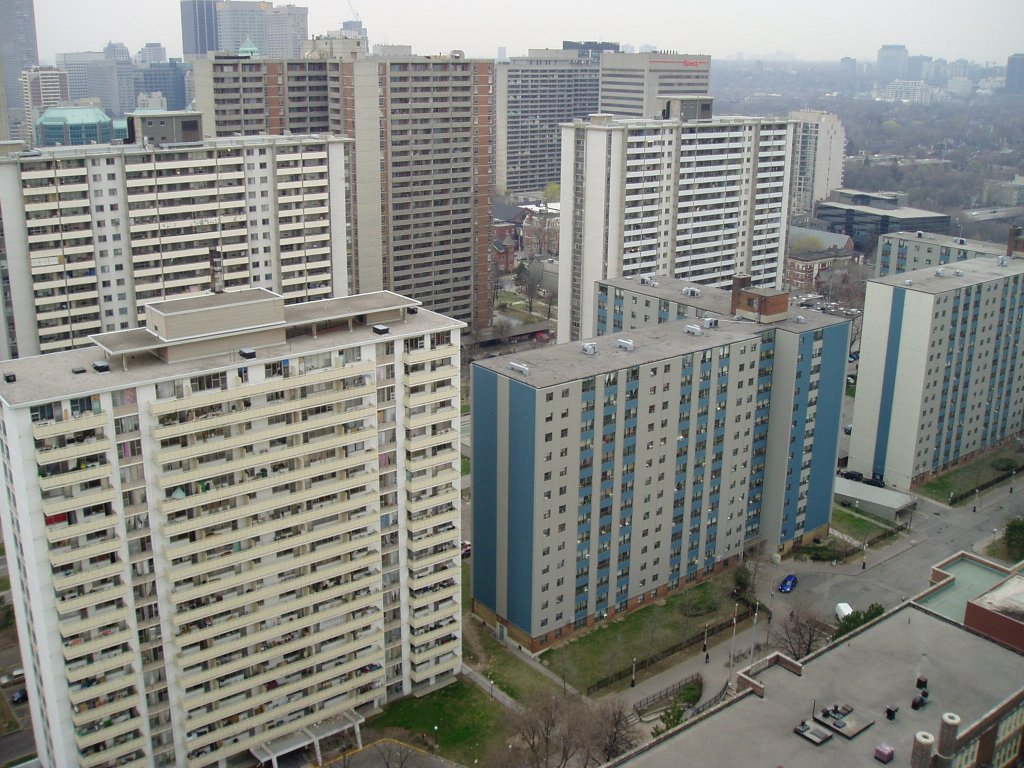
캐나다 온타리오주 토론토, 세인트 제임스 타운 지역 저소득층 주택

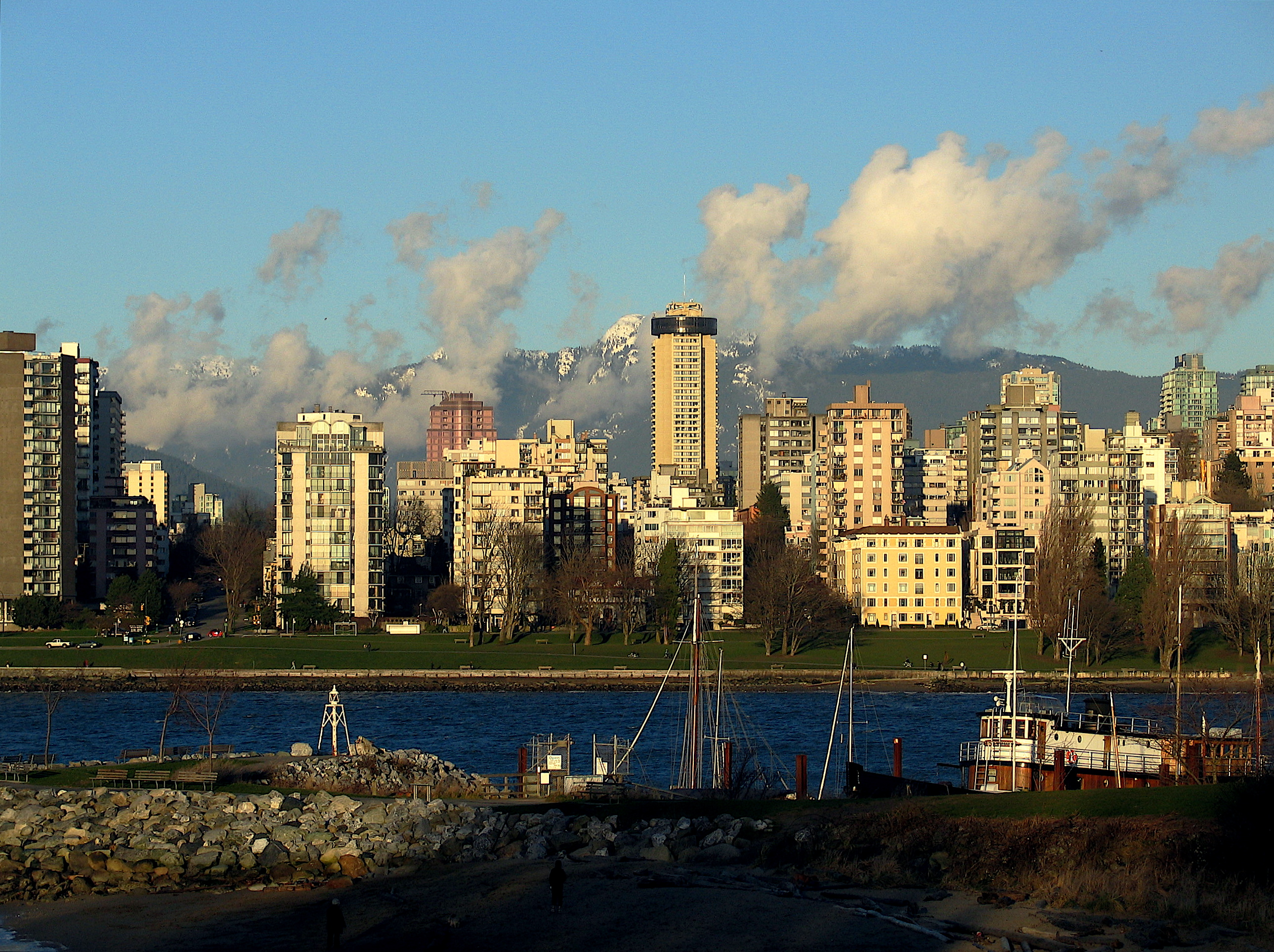
캐나다 브리티시컬럼비아주 밴쿠버의 잉글리시 베이 지역 고층 건물들

아파트(영어: apartment 어파트먼트[*], 중국어: 公寓, 일본어: アパート, 문화어: 아빠트)는 공동 주택 양식의 하나로 2층 이상 건물을 층마다 일정하게 구획하여 여러 집이며 독립된 가구로 생활하도록 만든 주거 형태 건물이다. 두세 개 이상 아파트가 모이면 '아파트 단지(n차)'가 되며, 일반적으로 아파트 단지를 아파트라고도 부른다.

## 어원 및 쓰임새
영어 apartment(아(어)파트먼트)가, 일본어 アパート(아파토)를 거쳐 한국어 아파트가 되었고 정식 오래어로 굳었다. 즉 전형적인 일본어식 영어(Janglish)에 속한다. 이렇게 어원은 본디 하나이지만 언어권별로 가리키는 건물이 다르다.
한국어 '아파트'는 분양하거나 임대하는 2층 이상인 공동 주택이다. 영어 'apartment'는 임대용 공동 주택을 뜻하며, 일본어 'アパート'는 서민형 연립 주택이다.
한국어 '아파트' 개념에 가까운 미국 영어 단어로 임대용이 아닌 분양용이라는 점에서는 콘도미니엄에 해당하며, 형태상으로 아(어)파트먼트 빌딩이다. 특히 고층 아파트 경우에 하이 라이즈(high-rise) 또는 아(어)파트먼트 타워라고 한다. 영국영어로는 플랫(flat)이다
한편 한국어 '아파트'에 해당하는 일본어는 マンション(mansion, 맨션)이며, 일본어 'アパート'는 대한민국의 다세대 주택을 의미힌다.

## 공간 구성 및 면적
대한민국에 등록하는 아파트 한 채의 규모는 1972년 12월 30일 제정한 법률 제2409호와 1977년 12월 31일에 전문개정한 "주택건설촉집법"의 시행령과 시행규칙에 따라 "건축법시행령"에서 바닥면적을 기준으로 한다.
아파트 공간구성은 전용부분과 공유부분으로 구분한다. 대한민국에서 1995년 11월에 "주택법시행규칙"을 개정하면서 법적으로 아파트 면적을 주거전용면적과 주거공용면적, 기타공용면적으로 구분한다. 주거전용면적은 1998년 11월 동시행규칙을 개정라면서 마련했다. 외벽 내부선을 기준으로 산정하되 복도, 계단, 옥탑, 전기 및 기계실, 보일러실, 지하실, 관리사무실, 경비실, 세대간 경계벽, 파이트덕트 및 환기덕트 등을 제외한 면적이다. 주거공용면적은 아파트 지상층의 공용 부분(계단, 복도, 현관 등)과 아파트 발코니 바닥면적 공제분 초과면적, 그리고 외벽 중심선 안쪽과 호간 경계벽을 말한다. 기타 공용면적은 지하주차장을 포함한 지하층과 관리사무소, 경비실, 노인정 등이다. 이 외에도 전면 발코니 및 후면 발코니와 덕트, 슈트 등의 면적을 뜻하는 서비스면적이 있다. 대한민국 법령에서 규정한 용어는 아니지만, 서비스면적 중 하나인 발코니를 확장하여 거실, 침실, 창고 등의 실내공간으로 바꾸어 사용하는 경우가 잦다.
등기면적은 집합건물의 구분소유권을 규정하는 대한민국 건축법에서 정의한 용어다. 공용면적을 제외한 세대별 주거전용 면적이다. "분양면적"은 주거전용면적과 주거공용면적을 합한 면적이고, "계약면적"은 분양면적에 기타공용 면적까지 더한 면적이다. 분양면적과 계약면적은 대한민국 법령에서 정한 용어는 아니지만 관례적으로 사용한다. 한편 계약면적과 같은 개념으로 법령에서 정한 용어는 "아파트 (주택)공급면적"이다. (주택)공급면적은 사업주체가 각각 세대에 공급하는 주택 면적으로 건축법에서 규정한 바닥면적이다. 총(공급)면적은 (주택)공급면적에 서비스면적까지 합한 면적이지만, 법령 용어는 아니다.
아파트 면적에 관련한 비율 종류는 공급면적대비 전용율(=전용면적/공급면적), 계약면적대비 전용률(=전용면적/계약면적) 등이 있다. 일반적으로 '아파트 전용율'은 공급면적대비 전용율이다.

## 한국의 아파트
대한민국 아파트는 중앙정원형 아파트, 주상복합 아파트, 외인 아파트, 선형식아파트, 주공아파트, 초고층 주상복합 아파트 등이 있다.
1958년 2층 아파트를 지었으며, 2002년부터 2004년 사이 서울에 위치한 고층 아파트인 타워팰리스를 준공했다. 2011년에는 부산 해운대에 위치한 해운대 두산 위브 더 제니스를 준공했으며, 2015년 인천 송도에 위치한 송도 아트윈 푸르지오를 준공했다.
해방 이후 등장한 아파트는 1958년 152가구가 생활하도록 지었던 종암아파트였다. 1969년 주택난을 해소하려고 서울시가 건설에 참여하였으며, 이후로 민간업체들이 다수 참여하였다. 석유 파동 이후 물가가 폭등하면서 환물 대상으로 인식하면서 아파트 건설에 과열 현상이 일어났다.
조선민주주의인민공화국에서 가장 높은 아파트는 려명거리 아파트다. '아빠트'라고 표기하며 '다층살림집'은 이것보다 적은 층수의 연립주택이다.

## 같이 보기
- 집
- 콘도미니엄
- 맨션
- 스튜디오 아파트
- 타운하우스
- 테라스 하우스
- 와우 아파트 붕괴사고